# 廣田神社 (大阪市)
廣田神社（ひろたじんじゃ）は、大阪市浪速区にある神社。旧社格は村社。神使はアカエイ（アカエ）である。

## 歴史

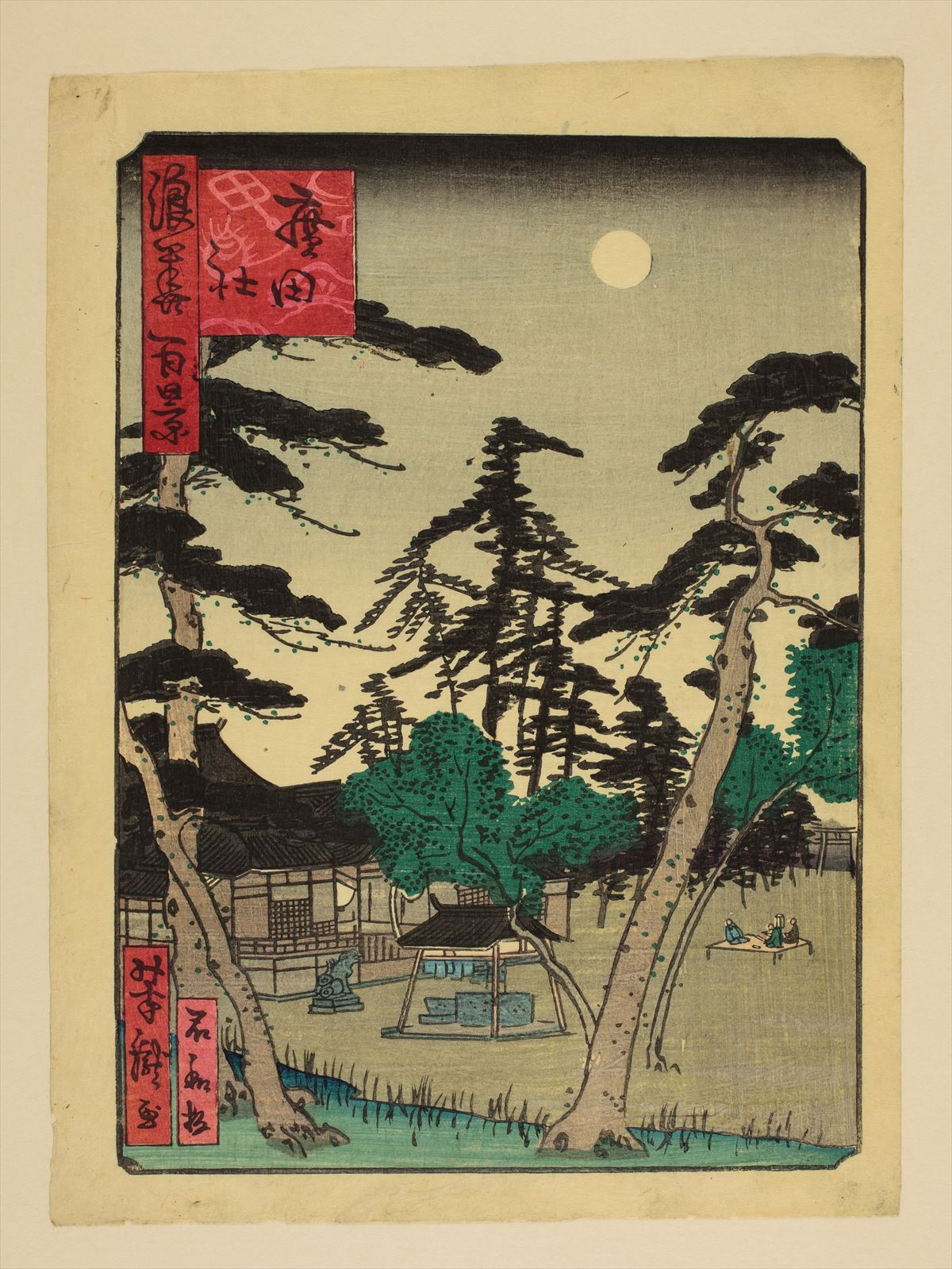
浪速百景 廣田社

詳しい創建年代は不明であるが、神功皇后が三韓征伐から戻ってくると忍熊王が反旗を翻していた。皇后は王を避けて難波に上陸しようとしたが、船が海中でぐるぐる回って進めなくなってしまった。そこに廣田の地に天照大神の荒魂を祀るようにとの神託が降りたので、皇后は天照大神の荒魂・撞賢木厳之御魂天疎向津媛命を祀るや船が動き出したという。
約170メートル南方にえびすを祀る今宮戎神社が鎮座する。なお、兵庫県西宮市においても廣田神社の約2キロメートル南方にえびすを祀る西宮神社が鎮座し、距離は異なるものの同じような位置関係にある。
約1キロメートル東方の上町台地上に位置する四天王寺の鎮守とされ、今宮村では古くから正月には御所へ新鮮な鯛を2尾貢いだという。
1872年（明治5年）、村社に列す。1906年（明治39年）、神饌幣帛料供進社に指定される。
昔は西方に紅白2種の萩を植えた茶店があって、萩の茶屋と呼ばれていた。現在も町名・萩之茶屋として残る。
痔疾の平癒を祈り、全快の報賽に神使であるアカエイ（アカエ）の絵馬を捧げる。この神使は土地を守る神で、地と痔と音が通じることから痔疾平癒を祈るものとなったという。

## 祭神
- 主祭神 - 撞賢木厳之御魂天疎向津媛命（つきさかきいつのみたまあまさかるむかつひめのみこと）。天照大神の荒魂[1]である。

## 境内
- 本殿
- 拝殿
- 社務所
- 祖霊社
- 赤土稲荷神社 - 祭神：米倉稲荷大神、楠稲荷大神、赤土稲荷大神

## 交通アクセス
- 南海高野線今宮戎駅より　北へ徒歩4分

## 関連事項
- 瀬織津姫
- 今宮戎神社